# Notpron
Notpron (auch not pr0n) ist ein Online-Rätsel, welches im Juli 2004 von David Münnich aus Saarbrücken gestartet wurde.
Der Name setzt sich aus den beiden englischen Begriffen not und pron zusammen, wobei pron eine Internetvariation des Wortes porn (engl. pornografisch) ist. Somit bedeutet Notpron also nicht pornografisch.  Jeder der über 100 Level besteht aus einem in eine HTML-Seite eingebetteten Foto. Die Hinweise zur Lösung sind z. B. in der URL, in der Titelzeile, im Bild, in der Hintergrundmusik oder im Quelltext der Seite zu finden.
Bis August 2004 hatte Notpron ca. 7 Millionen Besucher, aber lediglich 83 davon waren bis Januar 2006 in der Lage, die damaligen 138 Level zu lösen. Spiegel Online hielt im Januar 2006 die Website Notpron und deren Nachahmung Frvade für die schwersten Rätsel im Internet.
Anfangs bestand das Rätsel aus 5 Leveln, im Laufe eines Jahres kamen pro Woche etwa 2 bis 3 neue hinzu, bis der Entwickler im Juli 2005 aufhörte, das Spiel zu erweitern. Laut Münnich sollten zu den 139 bestehenden Leveln keine mehr hinzu kommen. Dennoch wurde Ende August 2008 die Levelanzahl auf 140 erhöht. Als Reaktion auf zahlreiche Komplettlösungen in Internetforen wurden bereits manche Level geändert. Im Mai 2006 fertigte der Autor ein Zertifikat für Leute an, welche das Rätsel vollständig gelöst haben. Jenen werden damit gute Kenntnisse bei Audio- und Bildbearbeitung, HTML-Entwicklung, dem Umgang mit Computern sowie eine gute Auffassungsgabe und ein musikalisches Verständnis zugeschrieben.
Zum 29. Oktober 2020 wurde das Ende von Notpron grundlegend überarbeitet. Es ist Spielern nicht mehr möglich, ein Zertifikat für das Abschließen des letzten Levels zu erhalten. Der betreffende Level wurde entfernt, Notpron endet seitdem mit dem bis dahin vorletzten Level. Die Administratoren begründen diesen Schritt damit, dass sich die Prioritäten des Teams nach über 16 Jahren weitgehend geändert haben.